# Baía Farta
Baía Farta ist eine Stadt in Angola. Sie liegt am Atlantik.

## Verwaltung
Baía Farta ist Sitz des gleichnamigen Kreises (Município) in der Provinz Benguela. Der Kreis umfasst eine Fläche von 6744 km². Die Einwohnerzahl wurde 2011 auf etwa 110.000 Einwohner geschätzt, 2014 auf 125.000. Die Volkszählung 2014 soll fortan für gesicherte Bevölkerungsdaten sorgen.
Im Norden grenzt sie an die Stadt Benguela, im Osten an die Kreise Caimbambo und Chongorói und im Süden an den in der Provinz Namibe gelegenen Kreis Camacuio.
Bis zur Gebietsreform 2024 gehörten vier Gemeinden (Comunas) zum Kreis:
- Baía Farta
- Dombe Grande
- Kalohanga
- Equimina

Seither gehört nur die namensgebende Gemeinde zum Kreis Baía Farta.

## Bildung
Im Jahr 2013 wurden im Kreis 44.671 Schüler von 1439 Lehrern in Grundschulen und weiterführenden Schulen unterrichtet.

## Gesundheit
Der Kreis Baía Farta verfügt über zwei Krankenhäuser und sechs Gesundheitszentren. Dazu kommen 14 Gesundheitsposten, die von 10 Ärzten und 206 weiteren Kräften betreut werden.

## Wirtschaft
Baía Farta ist nach Tombua (Provinz Namibe) der zweitgrößte Fischereihafen Angolas. Zudem ist es der größte Salzproduzent des Landes. Die fischverarbeitende Industrie ist ein wesentlicher Faktor der lokalen Wirtschaft.